# Junulara E-Semajno

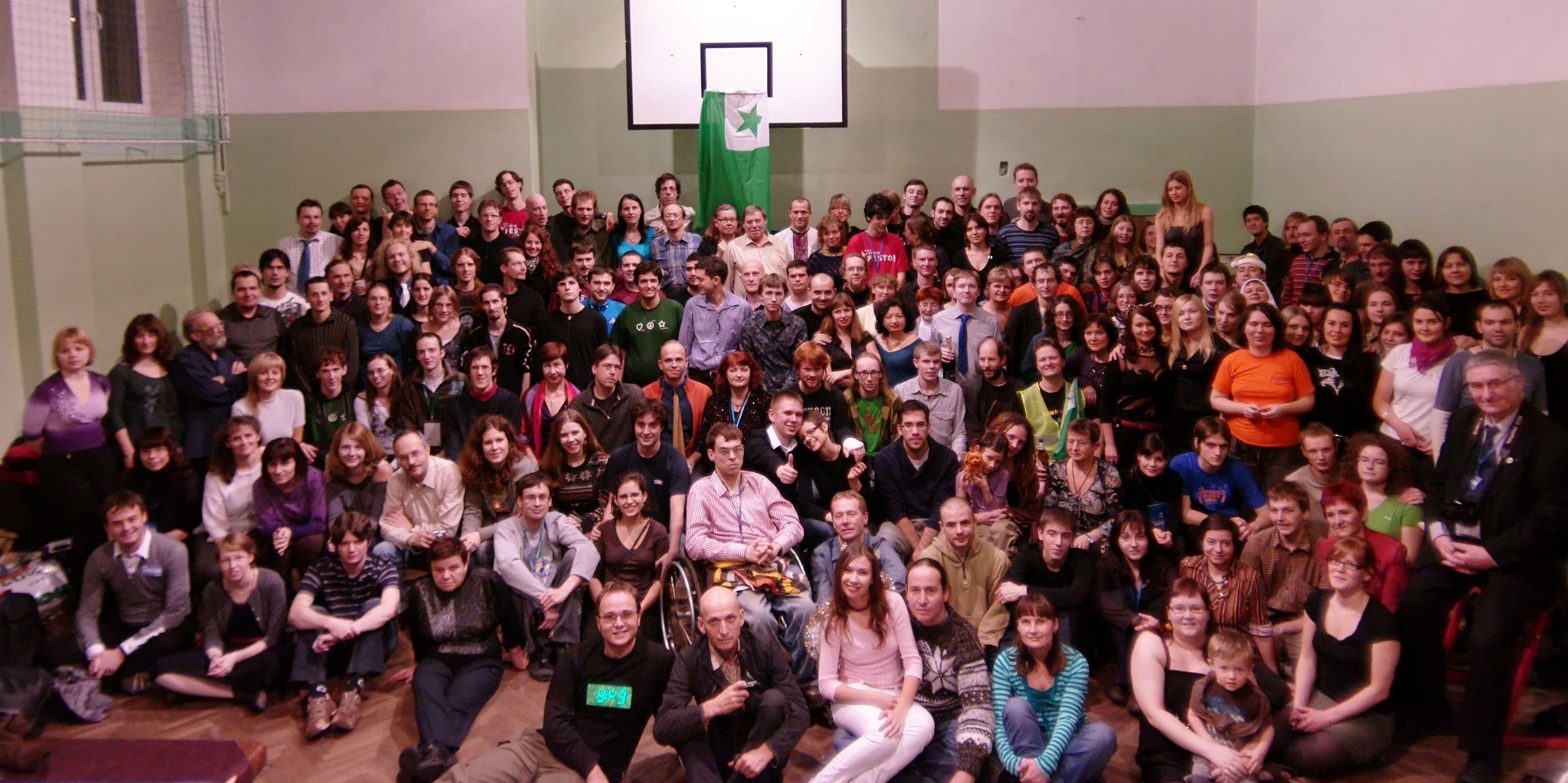

Junulara E-Semajno (JES) (=Ifjúsági Eszperantó Hét) egy újévi ifjúsági eszperantó rendezvény, amelyet a Lengyel Eszperantó Ifjúság (PEJ) és a Német Eszperantó Ifjúság (GEJ) szervez. Minden évben december utolsó napjaiban és a következő év januárjának első napjaiban kerül megrendezésre, körülbelül egy hétig tart, valahol Közép-Európában. Jellegét tekintve, de évszakát tekintve nem, hasonló a Nemzetközi Ifjúsági Kongresszushoz.
A JES két korábbi újévi ifjúsági eszperantó esemény – a PEJ Akcióhét (AS) és a GEJ Nemzetközi Szeminárium (IS) – egyesítése, amelyek külön-külön zajlottak a 2008/2009-es évfordulóig (akkor a 7. AS és az 52. IS volt soron).

## Története

### Következmény
A legendás IS (Nemzetközi Szeminárium) ifjúsági rendezvény, amelyet több mint ötven éve minden szilveszterkor más-más németországi városban szerveznek, 2009-től már nem kerül sor. Ugyanez a sors jutott a nemrég létrehozott, AS (Akcióhét) elnevezésű ifjúsági újévi rendezvényre is, amelyet 2002 decembere óta minden év végén rendeztek meg Lengyelországban vagy Szlovákiában.
Bár kijelenthető, hogy a két párhuzamos újévi találkozó léte Európában - egy a nyugati és egy a keleti részeken - pozitívan hatott mindkét rendezvény egyidejű résztvevőinek magasabb számára, mint az IS. A résztvevők azonban általában elégedetlenek voltak a bosszantó elválás miatt, ami arra késztette az eszperantistákat, hogy minden évben eldöntsék, hogy a két rendezvény közül melyikre mennek el, és melyik baráti társasággal ünnepeljék meg az új évet. , nem ért egyet sok más baráttal, akik a másik esemény mellett döntöttek. Ez vezetett többek között a „rendezvényturisták” megjelenéséhez.
A szétválás problémát okozott a TEJO-nak is, amely általában az IS idején tartott bizottsági üléseket, az AS népszerűsége miatt már egyik rendezvényen sem volt határozatképes. A TEJO bizottsági ülésére a 6. AS alatt került sor, de akkor ez komoly erőfeszítésbe került, mivel sok póttagot kellett megnevezni azoknak a bizottsági tagoknak, akik akkoriban részt vettek az IS-ben.
Emellett az AS és az IS szervezői többször is hangot adtak ennek a "nem kívánt versenynek" a létrejötte ellen, kölcsönös barátságról és együttműködésről tettek tanúbizonyságot, többek között pl. az AS pólók árusításával az IS ideje alatt, Skype-konferenciákat tartottak.

## Létrejötte

### Az ötlet megszületése
Az ötlet, hogy az IS és az AS helyett egy közös rendezvényt tartsanak, már röviddel a szétválás kezdete után több résztvevő javaslataiban keringett, de különböző okok miatt, például a GEJ (Német Eszperantista Ifjuság) által a GEJ területén tartott rendezvényre kapott állami támogatások miatt. Németországban egy ilyen változás nem tűnt azonnal lehetségesnek.
A JES ötlete 2008. augusztus 4.-én került napirendre a horvátországi Duga Resában a Magiverda Nemzetközi Találkozón. Pontosabban egy ottani bárban, ahol az IS és az AS főszervezői, Rolf Fantom és Łukasz Żebrowski szórakoztak. Maga az ötlet mellett stratégia is született a cél eléréséhez. A következő hetekben mindkét kezdeményező kutatta és próbálta meggyőzni a megvalósításhoz szükséges embereket, és ennek eredményeként 2008. szeptember 25. és 27. között Berlinben tartott szervezeti értekezleten, amelyen Agnieszka Rzetelska (PEJ), Julia Hell ( GEJ), Pablo Ebermann (GEJ) és Ireneusz Bobrzak (PEJ). Ott a PEJ és a GEJ vezető testülete véglegesítették a JES megtartására vonatkozó döntést, és 2008. október 26.-án egy szerződést írtak alá. 

### Névválasztás
Egy másik név, amelyet tréfásan fontolgattak, az "OS" rövidítés az "IS" (Nemzetközi Szeminárium) és az "AS" (Akcióhét) folytatása, amelyek önmagukban azonosak az igék múlt és jelen idejére vonatkozó szóvégződésekkel. Így utal a Nemzetközi Szeminárium hosszú történetére és az Akcióhét újdonságára, az eszperantóban az "OS" a jövő idő végződése, így az új rendezvényt a jövő rendezvényeként mutatják be. Ezt a lehetőséget azonban kezdettől fogva nem vették komolyan, és már az első beszélgetés során a kezdeményezők az "JES" nevet választották.
Ezenkívül a JES létrehozása egy tréfás vitát váltott ki (először a JES szervezői között, majd az IS és az AS résztvevői közötti hivatalos egyeztetést követően) egy alternatív megállapodás létrehozásáról, amelyet "NO"-nak neveznek. A rövidítés a különböző javaslatok szerint jelenthet "újévi eszperantó", "újévi esemény" vagy "felesleges esemény".

### Hivatalos közlemény
Az ünnepélyes bejelentésre 2009. január 1.-jén, szilveszterkor 00:30-kor került sor. Egy időben a biedenkopfi 52. IS-en és a liptószentmiklósi 7. AS-en bejelentették a döntést, és egy videó bemutatásával tették hivatalossá az eseményt, amelyben a JES főszervezői bejelentették az új eseményt.

## Fordítás
- Ez a szócikk részben vagy egészben  a   Junulara E-Semajno című eszperantó Wikipédia-szócikk ezen változatának fordításán alapul.  Az eredeti cikk szerkesztőit annak laptörténete sorolja fel. Ez a jelzés csupán a megfogalmazás eredetét és a szerzői jogokat jelzi, nem szolgál a cikkben szereplő információk forrásmegjelöléseként.